# Parasesarma anambas
Parasesarma anambas is een krabbensoort uit de familie van de Sesarmidae. De wetenschappelijke naam van de soort is voor het eerst geldig gepubliceerd in 2004 door Yeo, Rahayu & Ng.